# Inventaire Daubrée
Statistique et Atlas des Forêts de France plus connue sous le nom d’Enquête Daubrée est l'un des premiers inventaires forestiers nationaux réalisés en France, pour les besoins des administrations forestières et militaires (cf forêts de guerre et besoins stratégiques). Son auteur et coordinateur Lucien Daubrée (alors directeur général des Eaux et Forêts), l'a terminé et publié en 1912 (sur la base de statistiques mises à jour en 1908). 

## Précaution d'usage
C'est pour l'époque un travail très complet, mais comme le rappellera en 1944 le forestier P. Fourchy, « II ne faut se risquer qu'avec prudence dans les statistiques forestières, même les plus modernes et les plus soignées, car toutes présentent une large marge d'approximation et d'incertitude, marge absolument inévitable  », ce que confirme en 1953 R. Leroy dans un article intitulé « L'emploi des statistiques forestières dans les monographies »  . Ce travail, bien que le plus complet disponible pour l'époque, comme de nombreuses statistiques forestières doit être utilisé avec précautions. 

## Origine de cet inventaire
À l'époque comme à celle de Colbert les forêts et bois sont des ressources militaires stratégiques, pour la fourniture en bois, mais également pour s'y cacher en cas de guerre, ou freiner l'avance de l'ennemi. Avant 1912, un inventaire avait été conduit en 1878 par Auguste Mathieu, directeur adjoint de l'école forestière des eaux et forêts, à l'occasion de la 3e exposition universelle de Paris. Il donnait des résultats à l'échelle de la France de l'époque (l'Alsace et la Lorraine non comprises) et pour chacun des 354 cantonnements forestiers en vigueur en 1877,. Cette inventaire est dit aussi « statistique Faré - Mathieu », du nom d'Henri Faré (1828-1894), directeur général des forêts de 1869 à 1877 lors des relevés.
Une circulaire (du 21 mai 1904) demande l'établissement de Renseignements statistiques sur les bois non soumis au Régime Forestier, et une statistique sommaire des bois particuliers et communaux non soumis, à terminer avant 1908.

## Contenu
Il inventorie les surfaces et le contenu des forêts publiques d’État, de la forêt communale et de la forêt privée de la France métropolitaine; 
L'information collectée au niveau départemental est synthétisée sur une carte forestière à l'échelle du 1/320 000ème, conservée par l'École nationale forestière des Barres (créée 1884).
Deux volumes de statistique regroupées par département portent sur
- la contenance des bois (soumis et non soumis au régime forestier) ;
- la surface des différents types de régimes, par type de forêts,
- le taux de boisement départemental ;
- les essences présentes ou dominantes en forêt ;
- les traitements sylvicoles ;
- la répartition approximative des bois et forêts (par propriétaire et par catégorie de contenance) ;
- la production annuelle ;
- la production à l'hectare.

## Sources de L. Daubrée
Il s'est appuyé 
- sur les chiffres et données collectées par les agents des Eaux et Forêts (pour les données qualitatives, tels qu'essences, régime forestier, etc.).
- sur les cadastres (pour les données sur le foncier).

## Devenir
Il est encore utilisé par les historiens de la forêt, les géographes ou les écologues et forestiers intéressés par l'évolution des milieux boisés et forestiers afin notamment de mieux comprendre le passé récent de la forêt française pour mieux préparer son avenir. 

## Commémoration en 2012
Le centenaire de la publication de ce travail a été célébré en 2012 par un colloque conjointement organisé par l'IGN, AgroParisTech et l'Institut national de la recherche agronomique (INRA), intitulé : De la statistique Daubrée à l'inventaire forestier de l'IGN : un siècle d'expansion des forêts françaises.  
Ce colloque a permis de rendre hommage à L. Daubrée, et de faire le point sur le rôle et les résultats des inventaires forestiers et a rétrospectivement présenté la transition sylvicole correspondant à un regain de surface et de volume de bois sur pied des forêts françaises durant le XXe siècle, et présenté les derniers résultats de l'inventaire forestier national. 
Des représentants de la filière forêt-bois ont à cette occasion discuté des conséquences de l'évolution de la surface et de la nature de la forêt française, et des orientations de gestion forestière qui peuvent la concerner. 